# Ung Văn Khiêm
Ung Văn Khiêm (1910–1991) là một nhà cách mạng và chính trị gia người Việt Nam. Ông từng giữ các chức vụ cao cấp trong chính phủ Việt Nam Dân chủ Cộng hòa như Bộ trưởng Bộ Ngoại giao từ tháng 2 năm 1961 đến tháng 4 năm 1963, sau đó làm Bộ trưởng Bộ Nội vụ Việt Nam đến năm 1971. Trong thời gian đảm nhận chức vụ này, ông là Ủy viên Ban chấp hành Trung ương Đảng Lao động Việt Nam.

## Thân thế
Ông còn có tên khác là Nhường, Huân, sinh ngày 13 tháng 2 năm năm 1910, tại làng Tấn Đức, tổng An Bình, quận Chợ Mới, tỉnh Long Xuyên (ngày nay là xã Tấn Mỹ, huyện Chợ Mới, tỉnh An Giang). Ông nội là Ung Văn Tre, bà con trong vùng gọi là ông Chủ Tre, người đầu tiên đến đây chống thú dữ, khai phá vùng đất hoang vu này trở thành vùng cù lao trù phú, xinh tươi, từng được mệnh danh là "Đệ Nhất Cù lao". Cha của ông là ông Ung Văn Quản, từng theo Trương Định kháng Pháp.

## Học tập
Do ảnh hưởng của cha, từ nhỏ, ông đã được giáo huấn về lòng yêu nước. Học xong trường làng, ông thi vào Trường Collège de Can Tho (nay là trường THPT Châu Văn Liêm) và là một trong hai học sinh đậu cao được cấp học bổng (người còn lại là Trần Văn Thạnh). Tuy nhiên, do thường xuyên tham gia các phong trào bãi khóa và đấu tranh với hiệu trưởng Tây nên ông sớm bị đuổi học.
Về quê, ông tiếp xúc nhiều lần với Châu Văn Liêm, một thầy giáo tiểu học và cũng là một nhà cách mạng, cung cấp cho ông nhiều sách báo tiến bộ, và giới thiệu ông gia nhập nhóm "đồng tâm, đồng chí" tại Chợ Mới.

## Quá trình hoạt động cách mạng
- Cuối năm 1927, Khiêm gia nhập tổ chức Hội Việt Nam Cách mạng Thanh niên. Sau khi đã vào tổ chức, Khiêm được tổ chức điều về Cần Thơ, làm Ủy viên Ban Chấp hành Tỉnh bộ Việt Nam Cách mạng Thanh niên tỉnh Cần Thơ, phụ trách công nhân.

- Tham dự lớp huấn luyện do Nguyễn Ái Quốc tổ chức ở Quảng Châu (Trung Quốc), sau khi về nước được chỉ định làm Bí thư Đặc uỷ miền Hậu Giang, tham gia Xứ uỷ Nam Kỳ khi hợp nhất 3 tổ chức Cộng sản (1928);

- Tháng 9/1929 giữ chức vụ Bí thư Đặc ủy An Nam Cộng sản Đảng miền Hậu Giang, sau đó được phân công là Ủy viên Thường vụ Xứ ủy Hậu Giang.

- Tham gia Đảng Cộng sản Đông Dương năm 1930

- Bị thực dân Pháp bắt và tù đày ở Khám lớn Sài Gòn và Côn Đảo (1931-1936);

- Hoạt động công khai, tổ chức Mặt trận Bình dân ở các tỉnh miền Tây Nam Bộ (1936-1939);

- Bị bắt giam tại Long Xuyên (1939-1941);

- Hoạt động ở miền Tây Nam Bộ chuẩn bị cho sự thành lập Xứ ủy Nam Kỳ (1944-1945);

## Hoạt động chính trị
- Bí thư Xứ uỷ Nam kỳ (08/1945 - 12/1945);

- Đại biểu Quốc hội Việt Nam khoá I, đơn vị tỉnh Long Xuyên (1946); Ủy viên Nội vụ Ủy ban Kháng chiến Hành chính Nam Bộ;

- Uỷ viên Ban Chấp hành Trung ương Đảng Lao động Việt Nam; Uỷ viên Trung ương Cục miền Nam (tại Đại hội Đảng Cộng sản Việt Nam II tháng 2/1951);

- Bí thư, kiêm Chủ tịch Ủy ban Kháng chiến Hành chính tỉnh Bạc Liêu - Cà Mau 1951-1954;

- Thứ trưởng Bộ Ngoại giao; Trưởng Ban Đối ngoại Trung ương Đảng Cộng sản Việt Nam (1955);

- Uỷ viên Ban Chấp hành Trung ương Đảng Cộng sản Việt Nam (Đại hội Đại biểu Toàn quốc lần thứ III của Đảng - 1960);

- Đại biểu Quốc hội Việt Nam các khoá I, II, III;

### Bị thay thế bởi Xuân Thủy
Ông làm Bộ trưởng Bộ Ngoại giao Việt Nam từ tháng 2 năm 1961 đến tháng 4 năm 1963. Trong chuyến thăm Việt Nam vào tháng 1 năm 1963 của Chủ tịch Tiệp Khắc Novotny, Ngoại trưởng Ung Văn Khiêm bị quy trách nhiệm về bản tuyên bố chung "thân Liên Xô" và bị thay thế bởi Xuân Thủy
Sau khi bị thay thế bởi Xuân Thủy ông làm Bộ trưởng Bộ Nội vụ Việt Nam từ ngày 30/4/1963 cho đến năm 1971.

## Nghỉ hưu
Sau 30 tháng 4 năm 1975, Ung Văn Khiêm trở về miền Nam, sinh sống tại Thành phố Hồ Chí Minh.
Ông qua đời ngày 20 tháng 3 năm 1991, sau nhiều năm bệnh tật, thọ 81 tuổi.

## Di sản
Bộ trưởng Ung Văn Khiêm đã có những đóng góp nổi bật vào việc thực hiện thắng lợi nhiệm vụ của Ngành trong những năm đầu thập kỷ 1960, phục vụ sự nghiệp khôi phục và phát triển đất nước, tiếp tục đề cao Hội nghị Genève, tranh thủ sự ủng hộ quốc tế đối với cuộc chiến tranh cách mạng ở miền Nam, tăng cường đoàn kết 3 nước Đông Dương, mở rộng quan hệ với các nước XHCN và dân tộc chủ nghĩa, đồng thời tích cực phối hợp với các hoạt động đối ngoại của Mặt trận Dân tộc Giải phóng Miền Nam Việt Nam.
Về xây dựng Ngành, Bộ trưởng Ung Văn Khiêm đã đưa Bộ Ngoại giao phát triển thêm một bước mới bằng việc xây dựng bộ máy tổ chức, nội dung công tác của Bộ, của từng đơn vị và quy định chế độ, lề lối làm việc, phối hợp thống nhất công tác đối ngoại theo Nghị định 157/CP của Chính phủ.

## Vinh danh
Do quá trình đóng góp của mình, ông đã được Nhà nước Việt Nam tặng thưởng nhiều huân chương như:
- Huân chương Hồ Chí Minh.
- Huân chương Kháng chiến hạng Nhất.
- Huân chương Hữu nghị Lê-Nin.
- Huy hiệu Thành đồng Tổ quốc;
- Huy hiệu 50 năm tuổi Đảng;
- Và nhiều huân huy chương cao quý khác.

Tên của ông được Ủy ban nhân dân TP Hồ Chí Minh đặt cho một con đường tại phường 25 quận Bình Thạnh.
Tên của ông cũng được Ủy ban nhân dân tỉnh An Giang đặt cho một con đường tại phường Mỹ Phước TP Long Xuyên